# تفجير كركوك 2009
تفجير كركوك 2009 هو تفجير انتحاري بسيارة مفخخة، وقع في 30 يونيو 2009 في منطقة الشورجة وسط كركوك شمال العراق. وأسفر الهجوم عن مقتل 40 شخصًا وإصابة حوالي 136 آخرين. حدث الانفجار في حي مزدحم كان يشهد توترات بين الأكراد والعرب، في وقت كانت فيه القوات الأمريكية تغادر المدن الكبرى في العراق.

## ما بعد الهجوم
بعد فترة قصيرة من الهجوم، استولت فرقة من البيشمركة على سيارة من نوع كابريس محملة بـ 250 كيلوغرامًا من مادة TNT. حيث كانت المتفجرات تُنقل من كركوك إلى السليمانية على طريق سليمان بيك - كركوك.

## ردود الفعل
- أدان الرئيس العراقي السابق جلال طالباني الهجوم.[4]